# Sösvart
Sösvart avser färgen hos den ull som är naturligt svart, det vill säga ofärgad. Sö är en synonym till får, använt av allmoge, möjligtvis dialektalt (jmfr. norskans sau).